# The Marsh
The Marsh is een Amerikaanse thriller/horrorfilm uit 2006 onder regie van Jordan Barker.

## Plot
Claire Holloway, een succesvol schrijver van kinderboeken, heeft last van terugkerende nachtmerries en ondergaat daarvoor behandeling bij een psycholoog. Wanneer ze op tv het landschap van de Rose Marsh Farm ziet, herkent ze de boerderij aldaar als zijnde iets uit haar nachtmerries. Ze besluit er haar vakantie door te brengen.
Eenmaal in de boerderij wordt ze lastiggevallen door de geest van een klein meisje en een tienerjongen. Noah Pitney, een lokale uitgever en historicus, probeert haar te helpen. Ook roept Holloway na een reeks beangstigende bezoekjes van de geesten de hulp in van de paranormaal begaafde Geoffry Hunt. Samen onderzoeken ze wat er met de boerderij is gebeurd en hoe dit verband houdt met de geesten.

## Rolverdeling
| Acteur          | Personage        |
| --------------- | ---------------- |
| Gabrielle Anwar | Claire Holloway  |
| Forest Whitaker | Geoffrey Hunt    |
| Justin Louis    |                  |
| Peter MacNeill  |                  |
| Joe Dinicol     | Brendan Manville |
| Niamh Wilson    |                  |